# Bomolocha tripunctalis
Bomolocha tripunctalis là một loài bướm đêm trong họ Noctuidae.